# La Roche-Jaudy
La Roche-Jaudy – gmina we Francji, w regionie Bretania, w departamencie Côtes-d’Armor. W 2013 roku liczba ludności wynosiła 3149 mieszkańców. 
Gmina została utworzona 1 stycznia 2019 roku z połączenia dwóch ówczesnych gmin: Hengoat, Pommerit-Jaudy, Pouldouran oraz La Roche-Derrien. Siedzibą gminy została miejscowość La Roche-Derrien. 